# Dicranomyia melina
Dicranomyia melina là một loài ruồi trong họ Limoniidae. Chúng phân bố ở miền Australasia.